# Meredates de Characène
Meredates ou Mérédatés est un prince de la dynastie des Arsacides qui règne sur le royaume de Characène, un État vassal de l'Empire parthe entre 131 et 150-151.

## Éléments de biographie
Meredates est connu uniquement par son monnayage et une unique statue en bronze,.
En 1984 une statue en bronze est découverte à Séleucie. Il s'agit d'une représentation d'Hercule avec une inscription en grec ancien et en parthe sur le socle. L'inscription rappelle qu'en l'an 151 le roi Parthe Vologèse IV combat  Meredates de Characene et la statue elle-même est emportée de Characène et placée dans la tempe d'Apollon à Séleucie. Meredates semble avoir été placé sur la trône de Characène peut-être comme gouverneur initialement, par un successeur de son père Pacorus II après que les Romains aient été chassés du domaine des Parthes. Cependant, leur invasion est à l'origine d'une guerre civile dans l'Empire parthe et  Vologèse IV était le fils d'un principal rival de Pacorus II pour le trône de « Grand Roi ».  Vologèse IV tente de rétablir son autorité sur plusieurs provinces de l'Empire parthe qui s'étaient déclarées indépendantes pendant la guerre contre Rome.
Meredates est également connu par quelques pièce de monnaie et par une inscription découverte à Palmyre. Il était un fils de Pacorus II comme l'indiquent ses monnaies frappées dans le plus style  parthe arsacide. La mention sur les pièces confirme sa filiation  « Meredates, fils de Phokoros, Roi des Rois, Roi des Omani ».

## Sources
- (en) Cet article est partiellement ou en totalité issu de l’article de Wikipédia en anglais intitulé « Meredates of Characene » (voir la liste des auteurs), édition du 6 juin 2014.
- (de) Monika Schuol: Die Charakene. Ein mesopotamisches Königreich in hellenistisch-parthischer Zeit (= Oriens et Occidens. Tome 1). Zugleich Dissertation Universität Köln, 1998. Steiner, Stuttgart 2000,  (ISBN 3-515-07709-X).
- (de) Josef Wiesehöfer: Das antike Persien. Von 550 v. Chr. bis 650 n. Chr. (= Albatros im Patmos Verlagshaus). Patmos Verlag, Düsseldorf 2005,  (ISBN 3-491-96151-3), p. 169–170, Tafel XVIb, c.